# Favolaschia calamicola
Favolaschia calamicola es una especie de hongos basidiomicetos de la familia Mycenaceae, del orden  Agaricales.